# Par (título)

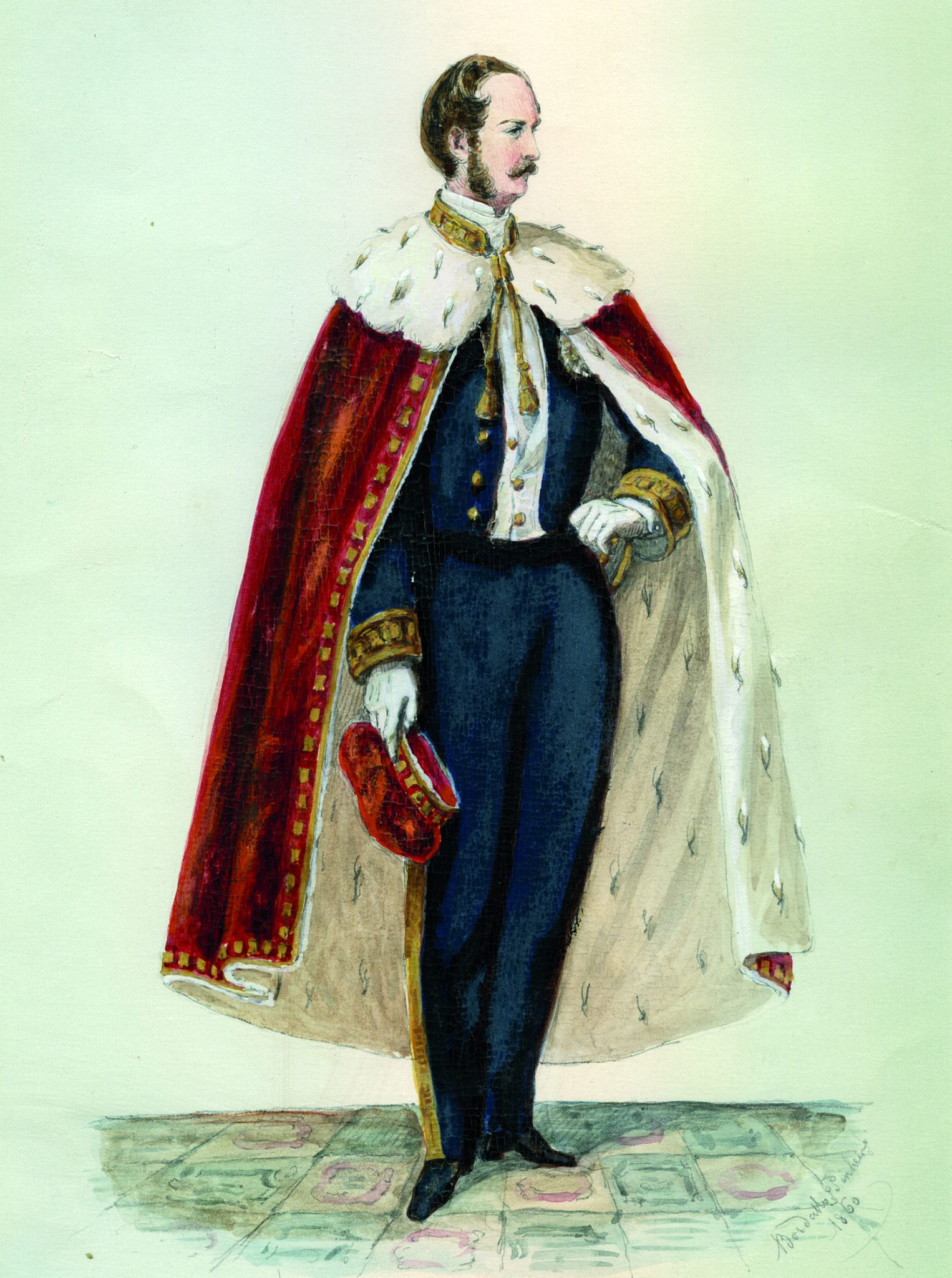
Uniforme de par del Reino portugués de 1860.

La palabra par tiene varias acepciones, entre las cuales se encuentra la que se refiere a "título de alta dignidad en algunos estados", como en Inglaterra, ya que la dignidad de par es un título de la corona y no un título de nobleza.
Cabe precisar que el par tendría en países como España su similar en un grande de España.

## Etimología
Par proviene del latín par, paris, "igual", del que deriva el francés, pair y que tiene su equivalente en el inglés peer y como conjunto a veces se denomina pariato, equivalente al francés pairie y al inglés peerage.
Se refiere en su origen a los nobles y prelados que estaban considerados iguales al monarca en honor (aunque fuesen sus vasallos). El monarca es considerado como primus inter pares, es decir 'el primero entre iguales'.

## Francia
Los pares de Francia (Pairie de France) fueron en su origen un grupo de grandes señores feudales, vasallos directos de la Corona de Francia. Al principio solo se dio este título de dignidad a doce grandes señores: seis eclesiásticos y seis laicos, sobreañadidos a los títulos de duques o condes.* Real Academia Española (1737). Diccionario_de_la_lengua_castellana. Madrid. p. 116. Tenían el privilegio de que no podían ser juzgados más que por un tribunal de pares y la obligación de rendir homenaje al rey de Francia. A partir de 1180 se asociaron con la ceremonia de la consagración real.

## Portugal
En Portugal hubo pares del reino desde el siglo XVII. Se les dio este título a los miembros de la Cámara de los Señores Diputados de la Nación Portuguesa (Câmara dos Senhores Deputados da Nação Portugueza) o de la Cámara de los Dignísimos Pares del Reino (Câmara dos Digníssimos Pares do Reino), el segundo brazo del poder legislativo del Estado o cámara alta del parlamento, desde la Constitución portuguesa de 1822 hasta la Revolución del 5 de octubre de 1910.

## Reino Unido
Los títulos de Par británico son: 
- Duque
- Marqués
- Conde
- Vizconde
- Barón

Hoy en Gran Bretaña, los pares, incluyendo antes de 1999 los lores con título hereditario, conservaban importantes privilegios, como el de asistir al Parlamento del Reino Unido. 